# Coronel José Dias
Coronel José Dias is een gemeente in de Braziliaanse deelstaat Piauí. De gemeente telt 4.484 inwoners (schatting 2009).

## Verkeer en vervoer
De plaats ligt aan de radiale snelweg BR-020 tussen Brasilia en Fortaleza.

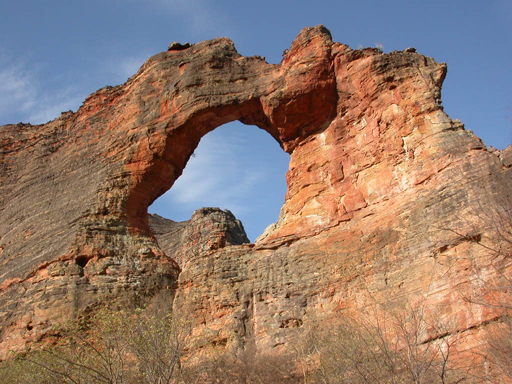
Pedra Furada